# Primera Liga de Eslovenia 2009-10
La PrvaLiga de Eslovenia 2009-10 (también conocida como 1. SNL, en español: Primera Liga de Eslovenia) fue la 19.ª edición de la máxima categoría del fútbol esloveno.
La liga se llama oficialmente PrvaLiga Telekom Slovenije por motivos de patrocinio. Inició el 18 de julio de 2009 y finalizó en mayo de 2010.

## Equipos participantes

### Información de los equipos
| Club       | Localización | Estadio               | Capacidad | Marca          |
| ---------- | ------------ | --------------------- | --------- | -------------- |
| Celje      | Celje        | Arena Petrol          | 13.006    | Joma           |
| Domžale    | Domžale      | Športni Park          | 2.813     | Legea          |
| Drava Ptuj | Ptuj         | Mestni Štadion        | 2.200     | Fotex          |
| Gorica     | Nova Gorica  | Športni Park          | 3.066     | Joma           |
| Interblock | Liubliana    | ŽŠD Stadion           | 5.000     | Adidas         |
| Koper      | Koper        | Estadio Bonifika      | 4.500     | Nike           |
| Maribor    | Maribor      | Ljudski vrt           | 12.435    | Zeus           |
| Nafta      | Lendava      | Športni Park          | 2.030     | Le Coq Sportif |
| Olimpija   | Liubliana    | ŽŠD Stadion Ljubljana | 5.000     | Diadora        |
| Rudar      | Velenje      | Ob Jezeru             | 2.500     | Joma           |

## Tabla de posiciones
|     | Equipo               | Pts | PJ | PG | PE | PP | GF | GC | Dif |
| --- | -------------------- | --- | -- | -- | -- | -- | -- | -- | --- |
| 1.  | Koper                | 73  | 36 | 21 | 10 | 5  | 59 | 35 | +24 |
| 2.  | Maribor              | 62  | 36 | 18 | 8  | 10 | 58 | 44 | +14 |
| 3.  | Gorica               | 55  | 36 | 16 | 7  | 13 | 74 | 60 | +14 |
| 4.  | Olimpija*            | 53  | 36 | 16 | 7  | 13 | 51 | 33 | +18 |
| 5.  | Celje                | 51  | 36 | 14 | 9  | 13 | 53 | 56 | -3  |
| 6.  | Nafta                | 49  | 36 | 14 | 7  | 15 | 51 | 53 | -2  |
| 7.  | Rudar Velenje        | 49  | 36 | 15 | 4  | 17 | 46 | 52 | -6  |
| 8.  | Domžale              | 45  | 36 | 12 | 9  | 15 | 51 | 59 | -8  |
| 9.  | Interblock Ljubljana | 33  | 36 | 9  | 6  | 21 | 35 | 64 | -29 |
| 10. | Drava Ptuj           | 30  | 36 | 7  | 9  | 20 | 34 | 56 | -22 |

Pts = Puntos; PJ = Partidos jugados; PG = Partidos ganados; PE = Partidos empatados; PP = Partidos perdidos; GF = Goles anotados; GC = Goles recibidos; Dif = Diferencia de gol
* Al Olimpija Ljubljana se le descontaron 2 puntos.
|  | Clasificado a la segunda fase previa de la Liga de Campeones de la UEFA 2010-11  |
|  | Clasificado a la segunda fase previa de la Liga Europea de la UEFA 2010-11       |
|  | Clasificado a la primera fase previa de la de la Liga Europea de la UEFA 2010-11 |
|  | Play-offs de descenso                                                            |
|  | Descenso a la 2. SNL                                                             |

| Bandera de Eslovenia       |
| Campeón FC Koper 1° título |

## Play-offs de descenso
|                      | Resultado |                      | Lugar y fecha                 |  |
| -------------------- | --------- | -------------------- | ----------------------------- |  |
| Interblock Ljubljana | 0-1       | Triglav Kranj        | Liubliana, 23 de mayo de 2010 |  |
| Triglav Kranj        | 3-0       | Interblock Ljubljana | Kranj, 29 de mayo de 2010     |  |

Triglav Kranj es promovido a la Prva SNL, por lo tanto, Interblock Ljubljana desciende a la 2. SNL.

## Goleadores
23 goles
- Milan Osterc (Gorica)

15 goles
- Dragan Jelič (Maribor)

12 goles
- Mitja Brulc (Koper)
- Dalibor Volaš (Nafta)

11 goles
- Dalibor Radujko (Koper)
- Miran Pavlin (Koper)
- Goran Cvijanović (Gorica)

10 goles
- Marcos Tavares (Maribor)
- Slaviša Dvorančič (Celje)
- Ivan Brečević (Gorica)